# Mokrawica
Mokrawica [mɔkraˈvit͡sa] (deutsch Mokratz) ist ein Dorf in der Woiwodschaft Westpommern in Polen. Es gehört zur Gmina Kamień Pomorski (Gemeinde Cammin) im Powiat Kamieński (Camminer Kreis).
Das Dorf liegt in Hinterpommern, etwa 4 km südöstlich der Stadt Kamień Pomorski (Cammin i. Pom.) und etwa 60 km nördlich von Stettin. Das Dorf liegt am linken Ufer der Niemica (Nemitz-Bach).
Bis 1945 bildete Mokratz eine Landgemeinde im Landkreis Cammin i. Pom. Im Jahre 1910 wurden 77 Einwohner gezählt, im Jahre 1925 79 Einwohner in 16 Haushaltungen, im Jahre 1933 89 Einwohner und im Jahre 1939 81 Einwohner. Zur Gemeinde gehörten neben Mokratz keine weiteren Wohnplätze.